# 北利奇菲爾德鎮區 (伊利諾伊州蒙哥馬利縣)
北利奇菲爾德鎮區（英語：North Litchfield Township）是位於美國伊利諾伊州蒙哥馬利縣的一個行政鎮區。

## 地方資料
根據2010年美國人口普查的數據，北利奇菲爾德鎮區的面積為98.70平方千米，當中陸地面積為93.50平方千米，而水域面積為5.20平方千米。當地共有人口4926人，而人口密度為每平方千米49.91人。